# 瓦尔多夫
瓦尔多夫（德語：Walldorf，發音：[ˈvalˌdɔʁf] ⓘ）是德国巴登-符腾堡州卡尔斯鲁厄行政区莱茵-内卡县的城市，面积19.91平方千米，2023年12月31日人口为15,995人。
世界第三大软件商SAP公司总部坐落于此，瓦尔多夫因此而闻名。此外，这里还是美國巨富約翰·雅各布·阿斯特的故乡。一些阿斯特家族的后代在名字中使用“Waldorf”。华道夫-阿斯多里亚酒店名字即起源于此。

## 歷史
該鎮最早記載是中世紀時代，後來於1230年，獲普法尔茨接收，為後者領地。該鎮於三十年戰爭期間受到戰火破壞，又於大同盟戰爭中幾乎被摧毀。1803年為巴登一部分。

## 經濟
軟件公司SAP總部位于該鎮。

## 友好城市
- 美国 阿斯托里亞（1963年）
- 土耳其 克爾克拉雷利（1970年）
- 法國 圣马克斯（1985年）
- 美国 沃爾多夫（2002年）
- 美国 弗里波特（2003年）
- 德国 图林根州 瓦尔多夫（2007年）